# Advanced Multi-Band Excitation
Advanced Multi-Band Excitation (AMBE) ist ein proprietärer und durch Patente geschützter Algorithmus zur parametrischen Audiokodierung, auch als Vocoder bezeichnet, für sehr niedrige Bitraten von 2 kBit/s bis 9,6 kBit/s. Der Name ist eingetragenes Markenzeichen von der Firma Digital Voice Systems.

## Merkmale
Seine Leistungsfähigkeit übertrifft bei gleicher Datenrate die von MELP (wenngleich AMBE auf einen etwas höheren Datenratenbereich abzielt). Gleichzeitig hat AMBE eine geringe Komplexität – geringer als die des CELP-Verfahrens.
Die Audiodaten können mit Vorwärtsfehlerkorrekturdaten von bis zu 7.200 bit/s kombiniert werden.
Trotzdem auftretende Blockverluste können maskiert werden, indem die Parameter des vorherigen Blocks benutzt werden, um die Lücke zu füllen.
Der Entwurf des AMBE-Codebooks sieht vor, bestimmte (Stör)Geräusche nichtmenschlichen Ursprungs wie Netzbrummen, Windgeräusche und ähnliche radikal zu verwerfen.
Die Implementierung in DVSI's AMBE 2020-Chip bietet Sprechpausenerkennung und Komfortrauschen.
Da es mit derart niedrigen Datenraten auskommt, kann damit – obwohl es sich um digitale Signale handelt – wie mit Einseitenband(SSB)-modulierten Sprachsignalen über schmalbandige Kanäle kommuniziert werden.

## Technik
AMBE arbeitet mit Codebooks bei einer Abtastrate von 8 kHz in Blöcken von 20 ms.

## Geschichte
DVSI verbesserte die Multi-Band Excitation (MBE)-Technologie des Massachusetts Institute of Technology (MIT) von 1980, die weltweit in vielen Kommunikationssystemen genutzt wird. Der Improved Multi-Band Excitation (IMBE)-Sprachcodec war das resultierende Produkt. AMBE stellt den weiter verbesserten Nachfolger dar.

## Verwendungsbeispiele
Er wird bei digitalen Satellitentelefonsystemen (z. B. Inmarsat-, Iridium, ACeS- und Optus-Systeme), auf bestimmten (Sprach)Kanälen im XM Satellite Radio, dem Übertragungsstandard D-STAR und im Amateurfunk-Protokoll von Charles Brain (Rufzeichen G4GUO) auf der Kurzwelle genutzt und ist der Sprachcodec bei OpenSky-Bündelfunksystemen.
In Digital Mobile Radio (DMR) ist AMBE eine Option für Sprachdaten. Bei APCO P25 wird AMBE mit Geräten der Phase 2 eingeführt.